# Bandiera arancione

Bandiera arancione.

Bandiera arancione, littéralement en français : drapeau orange, est un label de qualité touristique et environnemental attribué à des villes d'Italie par le Touring Club Italiano. En juillet 2015, 211 villes détiennent le label.